# The Apostle of Vengeance

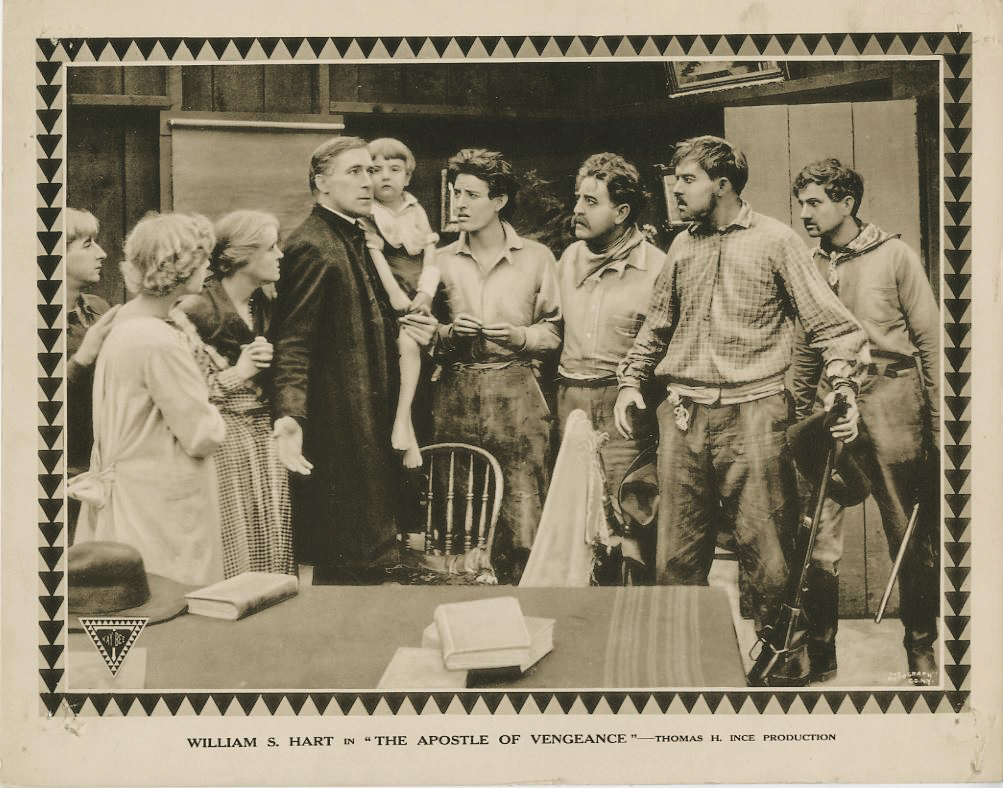
The Apostle of Vengeance

Pour plus de détails, voir Fiche technique et Distribution.
The Apostle of Vengeance est un film américain de William S. Hart et Clifford Smith, sorti en 1916.

## Synopsis
Un prédicateur originaire du Kentucky rentre du Vermont pour résoudre une querelle entre deux familles en guerre depuis des lustres...

## Fiche technique
- Titre : The Apostle of Vengeance
- Réalisation : William S. Hart et Clifford Smith
- Scénario : Monte M. Katterjohn
- Photographie : Joseph H. August
- Production : Thomas H. Ince
- Pays d'origine : États-Unis
- Format : Noir et blanc - 1,33:1 - Film muet
- Genre : drame
- Durée : 50 minutes
- Date de sortie : 1916

## Distribution
- William S. Hart : David Hudson
- Nona Thomas : Mary McCoy
- Joseph J. Dowling : Tom McCoy
- Fanny Midgley : « Marm » Hudson
- John Gilbert : Willie Hudson
- Marvel Stafford : Elsie Hudson
- Gertrude Claire